# التضامن الوطني الطلابي
التضامن الوطني الطلابي SNE منظمة طلابية أنشأت في أبريل سنة 1999م وهي منظمة طلابية جزائرية نقابية مستقلة غير حكومية، تستمد شرعيتها من الجماهير الطلابية وبرامجها من إرادة المنتمين إليها. الشعار: لنبن الجزائر معا.

## الأهداف
تتمثل أهداف التضامن الوطني الطلابي فيما يلي:
1. الدفاع عن حقوق الطلبة المادية والمعنوية.
2. العمل على توحيد صفوف الطلبة وبعث روح التضامن فيما بينهم.
3. المساهمة في رفع المستوى العلمي والثقافي للطلبة والعمل على بعث النشاط الترفيهي والرياضي داخل الجامعات .
4. تشجيع البحث العلمي وعودة الأدمغة العلمية المهاجرة.
5. المساهمة في رفع الوعي النقابي والسياسي لدى الطلبة.
6. العمل على ربط الجامعة بالمحيط الاجتماعي والاقتصادي.
7. إرساء ثقافة الحوار وتكريس المبادئ الديمقراطية داخل الوسط الجامعي وخارجه.
8. المساهمة في معالجة الآفات الاجتماعية والعمل على ترقية التضامن الوطني.
9. المشاركة في مسار التنمية الوطنية والمساهمة في ترقية المجتمع المدني.
10. مساندة وتدعيم القضايا العادلة في العالم.
11. تكريس الحريات الأساسية والدفاع عن حقوق الإنسان.
12. المساهمة في المحافظة على البيئة.
13. ربط وتمتين علاقات الصداقة مع المنظمات الطلابية والشبانية في الخارج.